# Акоста Ферралес, Клодомира
Клодомира Ако́ста Ферра́лес (исп. Lidia Esther Doce Sánchez; 1 февраля 1936, Мансанильо, Куба — 17 сентября 1958, Гавана) — кубинская революционерка во время вооружённой борьбы против диктатуры Фульхенсио Батисты (Кубинской революции). Член Движения 26 июля. Участвовала в организованных Эрнесто Че Геварой подпольных сетях, была связной колонны № 1 I фронта Повстанческой армии и самого Фиделя Кастро в горах Сьерра-Маэстра. Выполняла поручения повстанцев в Эскамбрае, Сантьяго-де-Куба и Гаване. Захвачена 12 сентября 1958 года во время миссии в Гаване, была подвергнута пыткам и убита вместе со своей соратницей и подругой Лидией Досе Санчес.

## Биография
Несмотря на то, что она была молодой неграмотной крестьянкой, благодаря природному уму и проницательности обходила ловушки контргерильи (так, ей удалось ускользнуть от схватившего её Санчеса Москеры и снова присоединиться к партизанским отрядам). Таким образом, стала ценным связующим звеном между Первой колонной Хосе Марти, возглавляемой главнокомандующим Фиделем Кастро, и другими подкреплениями Повстанческой армии, действовавшими в Сьерра-Маэстре и на равнинах во время повстанческой борьбы. Поэтому она пользовалась полным доверием руководства, в том числе Кастро, Че Гевары, Селии Санчес и Фауре Чомона, высоко о ней отзывавшейся в своих записях. В феврале 1958 года ей было поручено связаться с руководством партизан в Эскамбрае. Несколько месяцев спустя Клодомира успешно выполнила поручения Фиделя передать Фаустино Пересу в Гаване некоторые документы, связанные со столичной забастовкой 9 апреля.
Она должна была стать основным связующим звеном Че с Гаваной и главным командованием, однако, выполняя эту миссию со своей напарницей Лидией Досе, она была пленена во время полицейского налёта на дом подпольщика, в котором они остановились. Вместе с ними были задержаны другие революционеры, включая Альберто Альвареса Диаса, который был расстрелян. Связные были подвергнуты жестоким пыткам, но ничего истязателям не выдали. Так и не получив от них сведений, батистовцы вывезли тела женщин на лодке в море, бросив на дно в мешках с камнями.